# Чита (Колумбія)
Чита (ісп. Chita) — місто й муніципалітет у колумбійській провінції Вальдеррама (департамент Бояка).

## Географія
Місто розташовано у східній частині департаменту, в гірському масиві Східна Кордильєра, на схід від річки Чикамоча. За 116 кілометрів на північний схід розташований адміністративний центр департаменту, місто Тунха.
Муніципалітет на півночі межує з муніципалітетом Ель-Кокуй, на північному заході — з муніципалітетом Ла-Увіта, на заході — з муніципалітетом Херіко, на південному заході — з муніципалітетом Сокота, на південному сході та сході — з департаментом Касанаре.

## Демографія
Динаміка чисельності населення муніципалітету за роками:
| 10 844                                 | 10 706 | 10 577 | 10 442 | 10 302 | 10 179 | 10 048 | 9917 | 9786 | 9665 | 9542 |
| В період з 2005 по 2015 рік (тис. ос.) |        |        |        |        |        |        |      |      |      |      |